# Raung
Le Raung, également appelé Raoeng, Rawon, Ringgit, Roung ou encore Gunung Raung qui signifie en indonésien et en javanais « le mont qui rugit », est un volcan d'Indonésie situé sur l'île de Java.

## Géographie

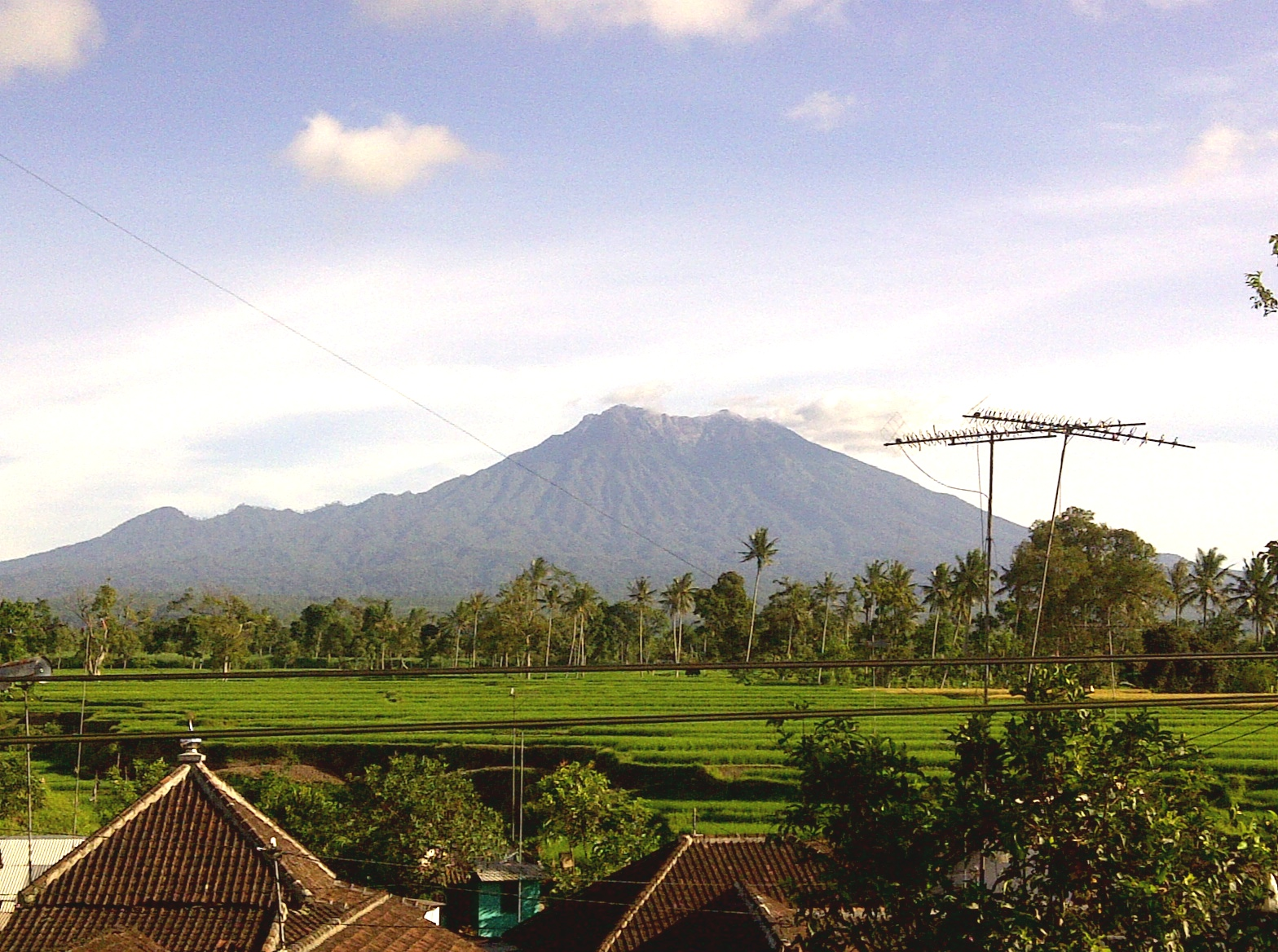
Vue du Raung depuis la ville de Kalibaru.

Le Raung est situé en Indonésie, dans l'extrême est de l'île de Java, dans la province de Java oriental, au sud-ouest du massif volcanique de l'Ijen. Il est entouré par le Suket et la caldeira de Kendeng au nord-est, le Jampit (ou Pendil) et la ville de Banyuwangi à l'est et la ville de Jember à l'ouest.
Culminant à 3 332 mètres d'altitude, cette montagne a des pentes relativement régulières et pentues typiques des stratovolcans à l'exception de son flanc nord-ouest rattaché au Suket culminant à 2 950 mètres d'altitude et de son flanc ouest où se trouve un autre stratovolcan parasite, le Gadung.
Le sommet du Raung est constitué d'une caldeira de deux kilomètres de diamètre et aux pentes internes escarpées.

## Histoire

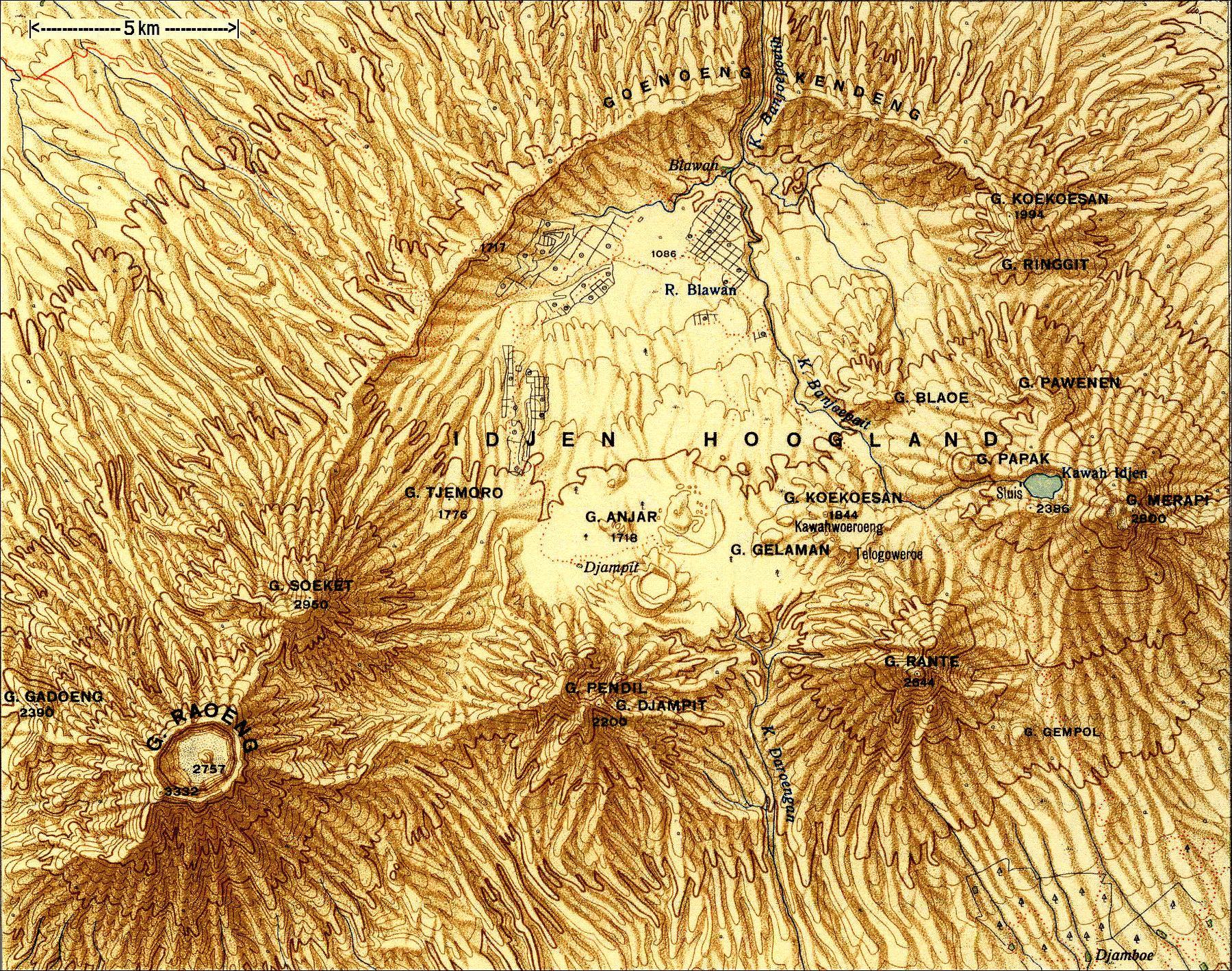
Carte de 1937 du Raung accolé au sud-ouest de l'Ijen avec la caldeira de Kendeng et les différents cônes et cratères volcaniques brodant sa limite sud.

Au cours de la Préhistoire, le Gadung a été à l'origine d'un effondrement majeur du flanc ouest du Raung qui a atteint l'océan Indien après une course de 79 kilomètres.
La totalité des éruptions du Raung sont explosives avec un indice d'explosivité volcanique de 1 à 2 allant parfois jusqu'à 5 et se déroulant dans la caldeira au sommet du volcan,. La première de ces éruptions reportée par des Occidentaux s'est déroulée en 1586 et 67 suivirent jusqu'à la dernière en date de 2015 qui se poursuit. Cet intense passé volcanique fait du Raung un des volcans les plus actifs de l'île de Java.
Ses éruptions se traduisent généralement par l'émission d'un ou plusieurs panaches volcaniques de cendres volcaniques depuis la caldeira sommitale mais les éruptions de 1586, 1593, 1597, 1638, 1730, 1817 et 1838, plus puissantes car faisant intervenir un ancien lac de cratère ce qui les qualifie de phréato-magmatiques, ont entraîné des dégâts matériels et des morts à cause de la production d'un important panache éruptif et la formation de lahars. L'éruption de 1953, légèrement plus puissante que ses contemporaines avec un indice d'explosivité volcanique de 3, a également entraîné la formation de lahars qui ont occasionné des dégâts matériels.